# Notre-Dame-de-Bondeville
Notre-Dame-de-Bondeville é uma comuna francesa na região administrativa da Normandia, no departamento de Sena Marítimo. Estende-se por uma área de 6,28 km². Em 2010 a comuna tinha 7 073 habitantes (densidade: 1 126,3 hab./km²).208 hab/km².